# Čagoda
Čagoda (in russo Ча́года?) è un insediamento di tipo urbano, capoluogo del Čagodoščenskij rajon dell'Oblast' di Vologda, nella Russia europea. Fondato nel 1918, nel 1926 secondo altre fonti, sorge a 362 chilometri da Vologda sulle rive del fiume Čagodošča, e nel 2009 ospitava una popolazione di 6.700 abitanti.